# Viscount of Annand
Viscount of Annand war ein erblicher britischer Adelstitel, der dreimal in der Peerage of Scotland verliehen wurde.

## Verleihungen
Der Titel wurde am 28. Juni 1622 für den Höfling Sir John Murray geschaffen. Zusammen mit der Viscountcy wurde ihm der nachgeordnete Titel Lord Murray of Lochmaben verliehen. Am 28. Juni 1622 war er zudem, ebenfalls in der Peerage of Scotland, zum Earl of Annandale und Lord Murray of Tynningham erhoben. Sein Sohn, der 2. Earl, erbte 1642 aufgrund einer besonderen Erbregelung auch die Titel 3. Viscount of Stormont und 3. Lord Scone. Bei dessen Tod am 28. Dezember 1658 erloschen das Earldom Annandale, die Viscountcy Annand und die Lordships Murray of Lochmaben und Murray of Tynningham. Die übrigen Titel fielen aufgrund besonderer Erbregelung an seinen Verwandten David Murray, 2. Lord Balvaird.
In zweiter Verleihung wurde der Titel am 13. Februar 1661 an James Johnstone, 2. Earl of Hartfell, verliehen, zusammen mit den weiteren Titeln Earl of Annandale and Hartfell und Lord Johnstone, of Lochwood, Lochmaben, Moffatdale and Evandale. Er verzichtete im Gegenzug auf seine bisherigen Titel, insbesondere das Earldom of Hartfell. Sein Sohn, der 2. Earl, wurde am 24. Juni 1701 zum Marquess of Annandale erhoben. Zusammen mit dem Marquessate wurde ihm die nachgeordneten Titel Earl of Hartfell und Lord Johnstone of Lochwood, Lochmaben, Moffatdale and Evandale, sowie erneut, in dritter Verleihung, der Titel Viscount of Annand verliehen. Die Titel erloschen beim Tod des 3. Marquess am 29. April 1792.

## Liste der Viscounts of Annand

### Viscounts of Annand, erste Verleihung (1622)
- John Murray, 1. Earl of Annandale, 1. Viscount of Annand († 1640)
- James Murray, 2. Earl of Annandale, 2. Viscount of Annand († 1658)

### Viscounts of Annand, zweite und dritte Verleihung (1661/1700)
- James Johnstone, 1. Earl of Annandale and Hartfell, 1. Viscount of Annand († 1672)
- William Johnstone, 1. Marquess of Annandale, 2. und 1. Viscount of Annand († 1721)
- James Johnstone, 2. Marquess of Annandale, 3. und 2. Viscount of Annand (um 1687–1730)
- George van den Bempdé-Johnstone, 3. Marquess of Annandale, 4. und 3. Viscount of Annand (1720–1792)